# Фондација За српски народ и државу
Фондација „За српски народ и државу” јесте фондација Српске напредне странке, основана 1. октобра 2019. године.
Органи фондације су: Управни одбор, који чине председник и осам чланова, и Директор Фондације, с мандатом од четири године. Председник Управног одбора Фондације је Дејан Михајлов. Рад Фондације је јаван, а највиши акт је Статут.

## Историјат
Фондација је основана 1. октобра 2019. године, на иницијативу председника Српске напредне странке Александра Вучића. 
Раније је било најављено да ће фондација носити име књижевника Бране Црнчевића, једног од оснивача Српске напредне странке, а да ће узор у деловању бити Фондација Конрад Аденауер, чији је оснивач Хришћанско-демократска унија Немачке.

## Активности

### Академија младих лидера
Фондација организује Академију младих лидера, на којој се врши обука кроз предавања младим члановима Српске напредне странке. Осим предавања, за полазнике се организују и студијске посете, укључујући и посете Косову и Метохији.
Неколико полазника прве генерације Академије, било је на изборној листи Српске напредне странке на парламентарним изборима 2020. године, а међу онима, који су постали народни посланици су: Вук Мирчетић, Маријана Крајновић, Милош Терзић, Лука Кебара, Милан Илић и Јанко Лангура.

### Издавачка делатност
Фондација издаје публикације из области политичке теорије. Међу ауторима чије су публикације до сада објављене, јесу Урош Шуваковић, Дејан Вук Станковић, Миленко Јованов, Зоран Чупић, Живојин Ђурић, Миша Стојановић, Дарко Голић, Синиша Мали...

### Часопис за политичку теорију и праксу „Напредак”
Фондација издаје Часопис за политичку теорију и праксу "Напредак", који излази три пута годишње. Први број часописа је изашао на Видовдан 28. јуна 2020. године.
Главни и одговорни уредник часописа је проф. др Зоран Јевтовић, а у редакцији часописа су Урош Шуваковић, Иван Мркић, проф. др Бранко Ракић, доц. др Зоран Чупић, др Љубиша Деспотовић, др Радослав Гаћиновић, проф. др Марко Атлагић, проф. др Далибор Елезовић, Бојана Борић Брешковић, проф. др Дарко Надић и проф. др Дејан Вук Станковић.
Текстове у часопису „Напредак” су објављивали Чен Бо (амбасадорка НР Кине у Србији), Александар Боцан-Харченко (амбасадор Руске Федерације у Србији), др Милан Брдар...

### Отварање канцеларије Фондације у Крушевцу
На празник Видовдан, 28. јуна 2021. године, отворена је канцеларије Фондације у Крушевцу. Том приликом, свечаности су присуствовали: председник странке Александар Вучић, Братислав Гашић, као и многе друге званице. Објављена је и вест, да се расписује јавни конкурс за доделу студентских стипендија за академску 2021/2022. годину. Такође, том приликом, подељене су награде студентима, који су писали есеје, на задате теме, које је оцењивао петочлани жири, а на чијем се челу, као председник жирија, налазио професор Жика Бујуклић.

## Управни одбор
- Дејан Михајлов, председник Управног одбора[10]
- др Дејан Ђурђевић, редовни професор Правног факултета Универзитета у Београду
- др Љиљана Марковић, редовни професор и декан Филолошког факултета Универзитета у Београду[11]
- др Урош Шуваковић, редовни професор на Учитељском факултету Универзитета у Београду[12]
- Иван Радовановић  – Члан Управног одбора
- Немања Старовић – Члан Управног одбора
- Татјана Вукић - Директор